# Matadi
Matadi é a capital da província do Congo Central, na República Democrática do Congo. Tem 291 338 habitantes, segundo estimativas para 2010. Está situada na margem esquerda do Rio Congo.
Em Matadi fica a famosa Ponte Matadi, a única em todo o curso inferior e médio do imenso rio Congo. Graças a esta ponte, sobre Matadi passa o principal fluxo de carros da parte sul do continente africano para o noroeste da África.
Na cidade, fica situado o principal porto da República Democrática do Congo. O terminal do Caminho de Ferro Matadi—Quinxassa está situado junto ao porto.
A cidade forma uma aglomeração transfronteiriça com a localidade angolana de Nóqui. Ambas são ligadas pela Rodovia Transafricana 3.